# Забалансовый счёт
Забала́нсовый счёт — счёт, предназначенный для обобщения информации о наличии и движении ценностей, не принадлежащих хозяйствующему субъекту, но временно находящихся в его пользовании или распоряжении, а также для контроля за отдельными хозяйственными операциями.
Синонимом является также понятие "Внебалансовый счёт". Последний чаще всего применяется в отношении кредитных учреждений.
На забалансовых счетах учитываются:
- резервные фонды денежных билетов и монеты
- обязательства заемщиков
- расчётные документы, сданные банку на инкассо (для получения платежей)
- ценности, принятые на хранение
- бланки строгой отчетности, чековые и квитанционные книжки, аккредитивы к оплате и т.д.

Бухгалтерский учёт указанных ценностей ведётся по простой системе и не учитывается при составлении баланса. Забалансовые счета не корреспондируют с балансовыми счетами. В теории бухгалтерского учёта забалансовые счета также не корреспондируют между собой, однако, в современных программах ведения бухгалтерского учёта принято считать, что забалансовые счета могут корреспондировать между собой.
Организации в РФ (кроме кредитных или бюджетных организаций) применяют следующие забалансовые счета в соответствии с Планом счетов бухгалтерского учёта финансово-хозяйственной деятельности организаций:
- Счёт 001 «Арендованные основные средства»
- Счёт 002 «Товарно-материальные ценности, принятые на ответственное хранение»
- Счёт 003 «Материалы, принятые в переработку»
- Счёт 004 «Товары, принятые на комиссию»
- Счёт 005 «Оборудование, принятое для монтажа»
- Счёт 006 «Бланки строгой отчетности»
- Счёт 007 «Списанная в убыток задолженность неплатёжеспособных дебиторов»
- Счёт 008 «Обеспечения обязательств и платежей полученные»
- Счёт 009 «Обеспечения обязательств и платежей выданные»
- Счёт 010 «Износ основных средств»
- Счёт 011 «Основные средства, сданные в аренду»

Организация может дополнить перечень указанных счетов и применять их в учёте, если опишет их характеристику в своей учётной политике.